# Konstans II

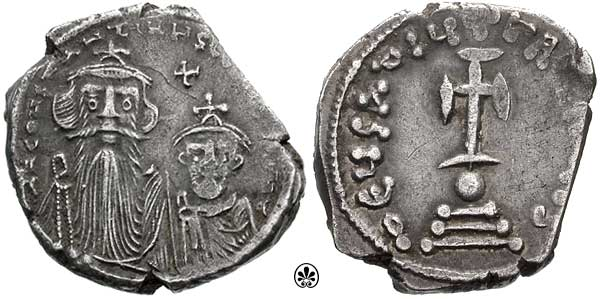
Mynt med bild av Konstans II och sonen Konstantin IV

Konstans II, Konstans Herakleios, född 7 november 630, död 15 september 668, var bysantinsk kejsare från 641 till sin död. Son till Konstantin III.
Under Konstans regeringstid förlorade Bysantinska riket Egypten till de framryckande araberna som därpå anföll öarna i Medelhavet och Egeiska havet. Konstans skickade en flotta för att attackera araberna vid Finike 655 men besegrades. Arabernas planer att sedan anfalla Konstantinopel stoppades sedan av det arabiska inbördeskrig som utbröt. 
658 besegrade Konstans slaverna vid Donaugränsen vilket tillfälligtvis stoppades deras framfart på Balkan.
För att undvika de tronföljdsproblem som drabbat honom vid hans tillträde lät Konstans mörda sin bror Theodosius innan han utsåg sin söner Konstantin, Herakleios och Tiberius till efterträdare.
För att få slut på inre stridigheterna förbjöd han genom ett edikt, "Typos" de monotheletiska striderna. Då påven, Martin I fördömde "Typos", förde kejsaren honom fången till Konstantinopel.
661 inledde han ett fälttåg mot langobarderna i Italien, där han lär ha fattat det mycket impopulära beslutet att flytta rikets huvudstad till Sicilien. 
668 mördades han i badet av en tjänare. Han efterträddes av sin son Konstantin IV.